# Внутренняя энергия
Вну́тренняя эне́ргия — энергия термодинамической системы в системе отсчета её центра масс. Принято в физике сплошных сред, термодинамике и статистической физике для той части полной энергии термодинамической системы, которая не зависит от выбора системы отсчета и которая в рамках рассматриваемой задачи может изменяться. То есть для равновесных процессов в системе отсчета, относительно которой центр масс рассматриваемого макроскопического объекта покоится, изменения полной и внутренней энергии всегда совпадают. Перечень составных частей полной энергии, входящих во внутреннюю энергию, непостоянен и зависит от решаемой задачи. Иначе говоря, внутренняя энергия — это не специфический вид энергии, а совокупность тех изменяемых составных частей полной энергии системы, которые следует учитывать в конкретной ситуации.
Внутренняя энергия как специфическое для термических систем понятие, а не просто как термин для обозначения изменяемой части полной энергии, нужна постольку, поскольку с её помощью в физику вводят новые величины: термические (температура, энергия Гельмгольца, энтальпия и энтропия) и химические (химические потенциалы и массы составляющих систему веществ, энергия Гиббса).
Деление полной энергии системы на потенциальную, кинетическую, внутреннюю и т. д. зависит от формальных определений этих понятий и поэтому достаточно условно. Так, иногда во внутреннюю энергию не включают потенциальную энергию, связанную с полями внешних сил. Важно, что правильность получаемых при решении конкретной задачи результатов зависит от корректности составления уравнения энергетического баланса, а не от терминологических нюансов.
Воспринимаемые органами чувств человека нагрев или охлаждение макроскопического объекта при прочих равных условиях (например, при постоянстве давления) есть проявления изменения внутренней энергии этого объекта: при повышении температуры внутренняя энергия системы увеличивается, а при понижении температуры — уменьшается. Обратное неверно: постоянство температуры объекта не означает неизменность его внутренней энергии (например, температура системы неизменна при фазовых переходах первого рода — плавлении, кипении и др.).

## Свойства внутренней энергии
Непосредственно из определения внутренней энергии как части полной энергии вытекает, что
- внутренняя энергия есть индифферентный[12] скаляр, то есть во внутреннюю энергию не входит кинетическая энергия системы как единого целого и кинетическая энергия среды внутри системы (энергия смещения элементарных областей[13] при деформации твёрдых тел и энергия потоков жидкостей и газов в среде);
- внутренняя энергия есть величина аддитивная[5][14], то есть внутренняя энергия системы равна сумме внутренних энергий её подсистем;
- внутренняя энергия задаётся с точностью до постоянного слагаемого, зависящего от выбранного нуля отсчёта и не сказывающегося на экспериментальных замерах изменения внутренней энергии[15].

## Составные части внутренней энергии
Термодинамика вопрос о природе внутренней энергии не рассматривает и энергетические превращения (подчас весьма сложные), происходящие внутри системы на микроуровне, не детализирует. В статистической физике во внутреннюю энергию системы включают энергию разных видов движения и взаимодействия входящих в систему частиц: энергию поступательного, вращательного и колебательного движений атомов и молекул, энергию внутри- и межмолекулярного взаимодействия, энергию электронных оболочек атомов и др.
Во внутреннюю энергию не включают те составные части полной энергии, которые не меняются при изменении макроскопического состояния системы. Так, при обычных температурах в состав внутренней энергии не включают энергию атомных ядер, ибо она в этих условиях не меняется. Но если речь идёт о температурах, при которых начинается термический распад атомных ядер, то эту энергию необходимо учитывать.
Энергию системы в поле внешних сил в состав её внутренней энергии не включают при условии, что термодинамическое состояние системы при перемещении в поле этих сил не изменяется. При изменении состояния системы под действием внешних полей во внутреннюю энергию системы включают потенциальную энергию системы в этих полях (гравитационном, электромагнитном).
Влияние поля тяготения на внутреннюю энергию термодинамической системы учитывают тогда, когда высота рассматриваемого столба газа (жидкости) значительна, например, при анализе состояния атмосферы.
Так как поверхность тела растет пропорционально квадрату размеров этого тела, а объём — пропорционально кубу этих размеров, то для больших тел поверхностными эффектами по сравнению с объёмными можно пренебречь. Однако для дисперсных систем с развитыми поверхностями раздела между жидкими, твердыми и газообразными фазами (адсорбенты и микрогетерогенные системы: коллоидные растворы, эмульсии, туманы, дымы) пренебрежение поверхностными эффектами недопустимо, более того, они определяют многие своеобразные свойства таких систем и для них энергию поверхностных слоёв на границах раздела фаз (поверхностную энергию) учитывают как часть внутренней энергии.
При решении задач, требующих учёта кинетической энергии (физика сплошных сред, техническая и релятивистская термодинамика), оперируют полной энергией, совместно рассматривая законы сохранения массы, энергии, заряда, законы механики и законы термодинамики.

## Внутренняя энергия в равновесной термодинамике

### Историческая справка
В термодинамику внутреннюю энергию ввёл Р. Клаузиус (1850), не озаботившийся присвоением специального наименования «функции {\displaystyle U}», использованной учёным в математической формулировке первого начала (закона) термодинамики
; впоследствии Клаузиус называл функцию {\displaystyle U} просто «энергией». У. Томсон (лорд Кельвин) (1851) в статье «О динамической теории теплоты» дал этой новой физической величине принятую доныне трактовку и название «механическая энергия». Термин «внутренняя энергия (internal energy)» принадлежит У. Ренкину.

### Первое начало термодинамики
Первое начало (закон) термодинамики представляет собой конкретизацию общефизического закона сохранения энергии для термодинамических систем. В рамках традиционного подхода первое начало формулируют как соотношение, устанавливающее связь между внутренней энергией, работой и теплотой: одна из этих физических величин задаётся с помощью двух других, которые, будучи исходными объектами теории, в рамках самой этой теории определены быть не могут просто потому, что не существует понятий более общих, под которые можно было бы подвести подлежащие определению термины. В соответствии с интерпретацией У. Томсона первое начало трактуют как дефиницию внутренней энергии для закрытых систем. А именно, изменение внутренней энергии термодинамической системы {\displaystyle U} в каком-либо процессе полагают равным алгебраической сумме количества теплоты {\displaystyle Q}, которой система обменивается в ходе процесса с окружающей средой, и работы {\displaystyle A}, совершённой системой или произведённой над ней:
| {\displaystyle \Delta U\equiv Q+A.} | (Первое начало в формулировке Томсона) |

В этом выражении использовано «термодинамическое правило знаков для теплоты и работы».
Термодинамика заимствует понятия энергии и работы из других разделов физики, тогда как определение количеству теплоты, наоборот, даётся только и именно в термодинамике. По этой причине логичнее сразу трактовать первое начало так, как это делали Клаузиус и его последователи, а именно, как определение теплоты через внутреннюю энергию и работу. С использованием «теплотехнического правила знаков для теплоты и работы» математическое выражение для первого начала в формулировке Клаузиуса имеет вид:
| {\displaystyle Q\equiv \Delta U+A.} | (Первое начало в формулировке Клаузиуса) |

При использовании термодинамического правила знаков для теплоты и работы знак у {\displaystyle A} меняется на противоположный: {\displaystyle Q\equiv \Delta U-A}.
Первое начало в формулировке Томсона вводит внутреннюю энергию как физическую характеристику системы, поведение которой определяется законом сохранения энергии, но не определяет эту величину как математический объект, то есть функцию конкретных параметров состояния. Альтернативное определение внутренней энергии предложено К. Каратеодори (1909), который сформулировал первое начало термодинамики в виде аксиомы о существовании внутренней энергии — составной части полной энергии системы — как функции состояния, зависящей для простых систем от объёма системы {\displaystyle V}, давления {\displaystyle p} и масс составляющих систему веществ {\displaystyle m_{1}}, {\displaystyle m_{2}}, …, {\displaystyle m_{i}}, …:
| {\displaystyle U=U\left(p,V,\left\{m_{i}\right\}\right).} | (Первое начало в формулировке Каратеодори) |

Важно, что данное определение внутренней энергии справедливо для открытых систем. В формулировке Каратеодори внутренняя энергия не представляет собой характеристическую функцию своих независимых переменных.

### Постулат Тиссы
В аксиоматической системе Л. Тиссы набор постулатов термодинамики дополнен утверждением о том, что внутренняя энергия ограничена снизу, и что эта граница соответствует абсолютному нулю температуры.

### Калорические уравнения состояния
Внутренняя энергия системы есть однозначная, непрерывная и ограниченная функция состояния системы. Для определённости полагают внутреннюю энергию ограниченной снизу. За начало отсчёта внутренней энергии принимают её значения при абсолютном нуле температуры. Уравнение, выражающее функциональную зависимость внутренней энергии от параметров состояния, носит название калорического уравнения состояния. Для простых однокомпонентных систем калорическое уравнение связывает внутреннюю энергию с любыми двумя из трёх параметров {\displaystyle p,} {\displaystyle V,} {\displaystyle T,} то есть имеется три калорических уравнения состояния:
| {\displaystyle U=U(T,V),} | (Калорическое уравнение состояния с независимыми переменными T и V) |

| {\displaystyle U=U(T,p),} | (Калорическое уравнение состояния с независимыми переменными T и p) |

| {\displaystyle U=U(V,p).} | (Калорическое уравнение состояния с независимыми переменными V и p) |

Выбор независимых переменных для калорического уравнения состояния, теоретически не имеющий принципиального значения, важен с практической точки зрения: удобнее иметь дело с непосредственно измеримыми величинами типа температуры и давления.
Применение термодинамики для решения практических задач часто требует знания параметров, конкретизирующих свойства изучаемого объекта, то есть требуется математическая модель системы, с необходимой точностью описывающая её свойства. К таким моделям, называемым в термодинамике уравнениями состояния, относятся термическое и калорическое уравнения состояния. Для каждой конкретной термодинамической системы её уравнения состояния устанавливают по экспериментальным данным или находят методами статистической физики, и в рамках термодинамики они считаются заданными при определении системы. Если для системы известны её термическое и калорическое уравнения состояния, то тем самым задано полное термодинамическое описание системы и можно вычислить все её термодинамические свойства.

### Экспериментальное определение внутренней энергии
В рамках термодинамики абсолютное значение внутренней энергии найдено быть не может, поскольку она задаётся с точностью до аддитивной постоянной. Экспериментально можно определить изменение внутренней энергии, а неопределённость, обусловленную аддитивной постоянной, устранить выбором стандартного состояния в качестве состояния отсчёта. С приближением температуры к абсолютному нулю внутренняя энергия становится независимой от температуры и приближается к определённому постоянному значению, которое может быть принято за начало отсчёта внутренней энергии.
С метрологической точки зрения нахождение изменения внутренней энергии есть косвенное измерение, поскольку это изменение определяют по результатам прямых измерений других физических величин, функционально связанных с изменением внутренней энергии. Основная роль при этом отводится определению температурной зависимости теплоёмкости системы. Действительно, дифференцируя калорическое уравнение состояния, получаем:
| {\displaystyle dU=\left({\frac {\partial U}{\partial T}}\right)_{V}dT+\left({\frac {\partial U}{\partial V}}\right)_{T}dV=C_{V}dT+\left[T\left({\frac {\partial p}{\partial T}}\right)_{V}-p\right]dV=C_{V}dT+\left({\frac {\alpha }{\chi }}T-p\right)dV.} |

Здесь {\displaystyle C_{V}} — теплоёмкость системы при постоянном объёме; {\displaystyle \alpha } — изобарный коэффициент объёмного расширения; {\displaystyle \chi } — изотермический коэффициент объёмного сжатия. Интегрируя это соотношение, получаем уравнение для вычисления изменения внутренней энергии по данным экспериментальных измерений:
| {\displaystyle \Delta U=U_{2}-U_{1}=\int \limits _{T_{1}}^{T_{2}}C_{V}dT+\int \limits _{V_{1}}^{V_{2}}\left({\frac {\alpha }{\chi }}T-p\right)dV,} |

где индексы 1 и 2 относятся к начальному и конечному состоянию системы. Для вычисления изменения внутренней энергии в изохорных процессах {\displaystyle (V={\text{const}})} достаточно знать зависимость теплоёмкости {\displaystyle C_{V}} от температуры:
| {\displaystyle \Delta U=U_{2}-U_{1}=\int \limits _{T_{1}}^{T_{2}}C_{V}dT.} | (Изменение внутренней энергии в изохорном процессе) |

### Внутренняя энергия классического идеального газа
Из уравнения Клапейрона — Менделеева следует, что внутренняя энергия идеального газа зависит от его температуры и массы и не зависит от объёма (закон Джоуля):
| {\displaystyle \left({\frac {\partial U}{\partial V}}\right)_{T}=0.} | (Закон Джоуля) |

Для классического (неквантового) идеального газа статистическая физика даёт следующее калорическое уравнение состояния:
| {\displaystyle U=k{\frac {m}{M}}RT,} | (Внутренняя энергия идеального газа) |

где {\displaystyle m} — масса газа, {\displaystyle M} — молярная масса этого газа, {\displaystyle R} — универсальная газовая постоянная, а коэффициент {\displaystyle k} равен 3/2 для одноатомного газа, 5/2 для двухатомного и 3 для многоатомного газа; за начало отсчёта, которому присвоено нулевое значение внутренней энергии, принято состояние идеальногазовой системы при абсолютном нуле температуры. Из данного уравнения следует, что внутренняя энергия идеального газа аддитивна по массе.
Каноническое уравнение состояния для внутренней энергии, рассматриваемой как характеристическая функция энтропии {\displaystyle S} и объёма {\displaystyle V} имеет вид:
| {\displaystyle U(S,V)={\frac {mC_{V}}{MV_{1}^{{\mathsf {\gamma }}-1}}}\exp \left({\frac {S}{C_{V}}}\right),} | (Каноническое уравнение состояния для внутренней энергии) |

где {\displaystyle C_{V}} — теплоёмкость при постоянном объёме, равная {\displaystyle {\frac {3R}{2}}} для одноатомных газов, {\displaystyle {\frac {5R}{2}}} для двухатомных и {\displaystyle 3R} для многоатомных газов; {\displaystyle V_{1}} — безразмерная величина, численно совпадающая со значением {\displaystyle V} в используемой системе единиц измерения; {\displaystyle \gamma } — показатель адиабаты, равный {\displaystyle {\frac {5}{3}}} для одноатомных газов, {\displaystyle {\frac {7}{5}}} для двухатомных и {\displaystyle {\frac {4}{3}}} для многоатомных газов.

### Внутренняя энергия фотонного газа
В термодинамике равновесное тепловое излучение рассматривают как фотонный газ, заполняющий объём {\displaystyle V}. Внутренняя энергия такой системы безмассовых частиц, даваемая законом Стефана — Больцмана, равна:
| {\displaystyle U={\frac {4\sigma }{c}}VT^{4},} | (Внутренняя энергия фотонного газа) |

где {\displaystyle \sigma } — постоянная Стефана — Больцмана, {\displaystyle c} — электродинамическая постоянная (скорость света в вакууме). Из этого выражения следует, что внутренняя энергия фотонного газа аддитивна по объёму.
Каноническое уравнение состояния для внутренней энергии фотонного газа имеет вид:
| {\displaystyle U(S,V)={\frac {4\sigma }{c}}V\left({\frac {3cS}{16\sigma V}}\right)^{\mathsf {\frac {4}{3}}}.} | (Каноническое уравнение состояния для внутренней энергии фотонного газа) |

## Внутренняя энергия в физике сплошных сред
В физике сплошных сред, составной частью которой является неравновесная термодинамика, оперируют полной энергией среды, рассматривая её как сумму кинетической и внутренней энергии среды. Кинетическая энергия сплошной среды зависит от выбора системы отсчета, а внутренняя энергия — нет . Образно говоря, внутренняя энергия элементарного тела среды как бы «вморожена» в элементарный объём и перемещается вместе с ним, а кинетическая энергия связана с движением внутри непрерывной среды. Для внутренней энергии принимают справедливость всех соотношений, даваемых для неё равновесной термодинамикой в локальной формулировке.

## Комментарии
1. ↑  …закон сохранения энергии, несмотря на кажущуюся ясность и простоту, в действительности нельзя считать ни простым, ни ясным. Этот закон выражает постоянство суммы трёх слагаемых: 1) кинетической энергии, 2) потенциальной энергии, зависящей от положения тела, и 3) внутренней молекулярной энергии в формах тепловой, химической или электрической. При этом, как указывает Пуанкаре[6], такое выражение закона не представляло бы затруднений, если бы между указанными слагаемыми можно было провести строгое различие, т. е. первое слагаемое зависело бы только от скоростей, второе не зависело бы от скоростей и внутреннего состояния тел, а третье зависело бы только от внутреннего состояния тел. На самом же деле это не так, ибо, например, в случае наэлектризованных тел их электростатическая энергия зависит и от состояния тел, и от их положения в пространстве: если же тела ещё и движутся, то их электродинамическая энергия зависит уже не только от состояния тел и их положения в пространстве, но и от их скоростей. Пуанкаре показывает, что в этих условиях выбор функции, которую мы называем «энергией», оказывается условным, и, следовательно, единственная возможная формулировка закона сохранения энергии гласит: «существует нечто, остающееся постоянным»[7].
2. ↑  Важно понимать, что физике сегодняшнего дня неизвестно, что такое энергия. <…> Просто имеются формулы для расчёта определённых численных величин, сложив которые, мы получаем <…> всегда одно и то же число. Это нечто отвлечённое, ничего не говорящее нам ни о механизме, ни о причинах появления в формуле различных членов[8].
3. ↑  Статью Р. Клаузиуса «О движущей силе теплоты и о законах, которые можно отсюда получить для теории теплоты (Ueber die bewegende Kraft der Wärme und die Gesetze, welche sich daraus für die Wärmelehre selbst ableiten lassen)», опубликованную в 1850 году, принято ныне рассматривать в качестве работы, положившей начало термодинамике как научной дисциплине[28][29]. Использованное в статье Клаузиуса не слишком удачное[30] — по меркам сегодняшнего дня — понятие «Gesammtwärme (полное количество теплоты)» относится к трактовке смысла функции {\displaystyle U}, но не к названию этой функции.
4. ↑  В некоторых изданиях указывают, что понятие «внутренняя энергия» введено У. Томсоном[34][2][35]. Ему же иногда приписывают авторство термина «внутренняя энергия»[26]. Говоря о механической энергии, Томсон в статье «О динамической теории теплоты»[33] не упоминает первую часть работы Клаузиуса «О движущей силе теплоты…»[36], в которой Клаузиус ввёл в рассмотрение свою — пока ещё безымянную — функцию {\displaystyle U}, но даёт ссылку[37] на вторую часть указанной статьи Клаузиуса[38], опубликованную в следующем номере журнала «Annalen der Physik». Иными словами, на момент сдачи в печать статьи «О динамической теории теплоты» Томсон знал об опередившей эту статью работе Клаузиуса. С точки зрения научного приоритета не имеет значения, представляет ли трактат Томсона опоздавшее с публикацией независимое исследование, либо же статья Клаузиуса послужила для Томсона отправной точкой для развития идей немецкого учёного.
5. ↑  Применение в одном разделе разных правил знаков для теплоты и работы призвано приблизить написание приводимых в разделе формул к их написанию в источниках, из которых эти формулы заимствованы.